# Aphalarinae
Sous-famille
Les Aphalarinae sont une sous-famille d'insectes de l'ordre des hémiptères, de la super-famille des Psylloidea et de la famille des Aphalaridae.

## Liste des tribus
Aphalarini - Caillardiini - Colposceniini - Gyropsyllini - Xenaphalarini - †Paleopsylloidini